# Cessna 208
Cessna 208 Caravan (znana też jako Cargomaster) – samolot produkowany w zakładach Cessna Aircraft Company od początku lat 80. XX wieku, który pokrył  zapotrzebowanie na prosty i ekonomiczny samolot transportowy. Do 13 stycznia 2023 roku dostarczono 3000 egzemplarzy, a łączny nalot maszyn to 24 miliony godzin. Samolot wykorzystywany jest do transportu ładunków i ludzi, zarówno w lotnictwie cywilnym jak i wojskowym. Wykorzystywany jest też jako samolot ratunkowy. Największym cywilnym użytkownikiem tego samolotu jest FedEx.

## Wersje
W trakcie produkcji powstało kilka odmian popularnej Cessny Caravan, jest to również model chętnie modyfikowany przez firmy zewnętrzne.

### 208A Caravan I/Cargomaster
Wersja podstawowa, wyposażona w silnik Pratt & Whitney Canada PT6A-114 o mocy 600 KM

### 208A Caravan 675
Wersja wyposażona w ulepszony silnik Pratt & Whitney Canada PT6A-114A o mocy 675 KM

### 208B Grand Caravan/Super Cargomaster
Wersja wyposażona w silnik Pratt & Whitney Canada PT6A-114A o mocy 675 KM, wydłużona względem 208A o 120 cm dla zwiększenia ładowności.

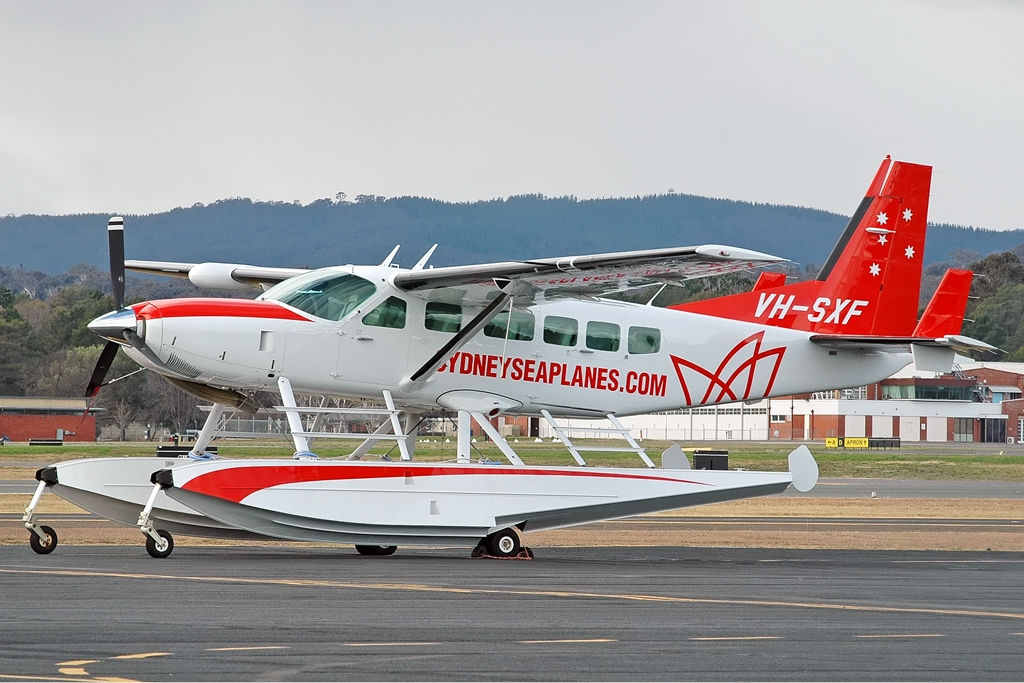
Cessna Caravan Amphibian na lądzie

### Caravan Amphibian
Wersja 208A wyposażona w pływaki z chowanym podwoziem do lądowania na wodzie jak i na lądzie.

### Soloy Pathfinder 21
Prototyp powiększonej wersji 208B, wyposażony w dwa silniki PT6A-114A napędzające wspólne śmigło.

### Blackhawk XP42A
Modyfikacja dostępna dla wersji 208B, umożliwiająca zabudowanie silnika PT6A-42A o mocy 850 KM

### 850 Caravan
Modyfikacja dostępna dla wersji 208A, umożliwiająca zabudowanie silnika Honeywell TPE331-12JR-701S o mocy 1000 KM

### 950 Grand Caravan
Modyfikacja dostępna dla wersji 208B, umożliwiająca zabudowanie silnika Honeywell TPE331-12JR-704AT o mocy 1000 KM

### Supervan 900
Modyfikacja dostępna dla wersji 208B, umożliwiająca zabudowanie silnika Honeywell TPE331-12JR o mocy 1000 KM

### Wersje wojskowe
Wersje produkowane dla wojska nosiły oznaczenia U-27A, C-98, C-16 i AC-208 Combat Caravan. Ta ostatnia, modyfikowana przez Orbital ATK, nosi również oznaczenie AC-208 Eliminator.